# Wilgotność właściwa
Wilgotność właściwa – wielkość fizyczna określająca zawartość wody w materiale określona jako stosunek masy wody do masy wilgotnego materiału:
{\displaystyle Q={\frac {m_{wody}}{m_{mat}}}.}
W meteorologii jest to stosunek masy pary wodnej do masy wilgotnego powietrza:
{\displaystyle Q={\frac {m_{pary}}{m_{pow}}}.}
Wilgotność właściwa gazu nie zmienia się przy zmianie jego objętości, temperatury i ciśnienia.
W termodynamice klasycznej jest to stosunek masy pary wodnej do masy powietrza suchego:
{\displaystyle x={\frac {m_{parywodnej}}{m_{powietrzasuchego}}};}
na wykresie przemian powietrza wilgotnego i-x często jest wyrażana w gramach pary wodnej na 1 kg powietrza suchego [g/kg]; zmniejsza się gdy dochodzi do kondensacji pary wodnej (np. podczas ochładzania poniżej punktu rosy).